# Peter Lockyer
Peter Lockyer (Poughkeepsie, 13 ottobre 1974) è un attore e tenore statunitense, noto soprattutto come interprete di musical a Broadway e a Londra.

## Biografia
La fama di Peter è legata soprattutto al musical Les Misérables: nel 1996 Peter comincia a lavorare nella produzione di Broadway del musical e ci resta per quasi sei anni, interpretando il ruolo di Marius Pontmercy. Interpreta Marius anche in occasione del decimo anniversario del musical a Broadway e poi nel tour in Cina e Corea del Sud. Nel 2009 dirige una nuova produzione di Les Misérables alle Hawaii e interpreta il protagonista Jean Valjean. Nel 2011 torna ad interpretare Jean Valjean nel tour statunitense del musical e nel 2014 debutta a Londra con questo ruolo.
Peter ha recitato anche in numerosi altri musical, drammi e opere, tra cui La bohème, The Phantom of the Opera, Lo zoo di vetro e Miss Saigon.

## Filmografia

### Televisione
- Gypsy - film TV (1993)